# حديقة كهوف ألابستر العامة
حديقة كهوف ألابستر العامة (بالإنجليزية: Alabaster Caverns State Park)‏؛ هي مجموعة من الكهوف التي تقع في مقاطعة وودوارد في الولايات المتحدة. وهي إحدى الحدائق العامة في ولاية أوكلاهوما.

## السياحة
تعد «حديقة كهوف ألابستر العامة» إحدى مواقع الجذب السياحي في مقاطعة وودوارد في ولاية أوكلاهوما الأمريكية.